# Iago ab Idwal
Iago ab Idwal war König von Gwynedd (reg. 950–979) und wohl auch von Powys.
Iago war der Sohn des früheren Königs Idwal Foel. Im Jahre 942 fiel – nach dem Tode Idwals – Iagos Onkel Hywel Dda in Gwynedd ein und usurpierte den Thron. Im Anschluss an Hywels Tod im Jahr 950 gelang es Iago und seinem Bruder Idwal (genannt Ieuaf) ihre Cousins in der Schlacht von Carno aus dem Land zu treiben und das Königreich wieder für sich zu beanspruchen. Die Kampfhandlungen zogen sich dabei einige Zeit hin. Die Brüder Iago und Idwal führten Raubzüge in den Süden durch und stießen dabei im Jahr 952 bis nach Dyfed vor. Ihre Cousins führten im Gegenzug Raubzüge nach Norden bis ins Tal des Flusses ConwyConwy durch. Die Fürsten aus dem Süden wurden schließlich in der Schlacht bei Llanrwst geschlagen und nach Ceredigion zurückgetrieben.  
Nach diesem Sieg begannen die zwei Brüder untereinander zu streiten. Die Animositäten führten im Jahr 969 dazu, dass Iago seinen Bruder Ieuaf gefangensetzte. Iago konnte daraufhin eine Dekade lang alleine regieren (mit einer Unterbrechung im Jahr 974), bevor es Ieuafs Sohn Hywel (ap Ieuaf) gelang die Herrschaft zu usurpieren. Über Iagos weiteres Schicksal scheint nichts bekannt zu sein.

## Kinder
- Custennin ab Iago